# Олинда-Нова-ду-Мараньян

Олинда-Нова-ду-Мараньян на карте штата.

Олинда-Нова-ду-Мараньян (порт. Olinda Nova do Maranhão) — муниципалитет в Бразилии, входит в штат Мараньян. Составная часть мезорегиона Север штата Мараньян. Входит в экономико-статистический микрорегион Байшада-Мараньенси. Население составляет 13 181 человек на 2010 год. Занимает площадь 197,636 км². Плотность населения — 66,69 чел./км².
Праздник города — 6 сентября.

## Демография
Согласно сведениям, собранным в ходе переписи 2010 г. Национальным институтом географии и статистики (IBGE), население муниципалитета составляет:
| Полное население                               | Полное население                               | Полное население                               | Полное население                               | 13 181 |
| ---------------------------------------------- | ---------------------------------------------- | ---------------------------------------------- | ---------------------------------------------- | ------ |
| в том числе:                                   | Городское население                            | 5981                                           | Процент городского населения, %                | 45,38  |
|                                                | Сельское население                             | 7200                                           | Процент сельского населения, %                 | 54,62  |
|                                                | Мужское население                              | 6805                                           | Процент мужского населения, %                  | 51,63  |
|                                                | Женское население                              | 6376                                           | Процент женского населения, %                  | 48,37  |
| Плотность населения, чел/км²                   | Плотность населения, чел/км²                   | Плотность населения, чел/км²                   | Плотность населения, чел/км²                   | 66,69  |
| Население муниципалитета в % к населению штата | Население муниципалитета в % к населению штата | Население муниципалитета в % к населению штата | Население муниципалитета в % к населению штата | 0,20   |

По данным оценки 2016 года, население муниципалитета составляет 14 299 жителей.

## История
Город основан 6 сентября 1995 года. 

## Статистика
- Валовой внутренний продукт на 2004 год составляет 17 044 754,00 реалов (данные: Бразильский институт географии и статистики).
- Валовой внутренний продукт на душу населения на 2004 год составляет 1753,73 реала (данные: Бразильский институт географии и статистики).
- Индекс развития человеческого потенциала на 2000 год составляет 0,596 (данные: Программа развития ООН).